# Àguila d'Isidore
L'àguila d'Isidore (Spizaetus isidori) és un ocell rapinyaire de la família dels accipítrids (Accipitridae). Es propi dels boscos de muntanya d'Amèrica del Sud. El seu estat de conservació es considera en perill d'extinció.
Va ser inclòs al gènere monospecífic Oroaetus. No s'han descrit subespècies.

## Morfologia
- Gran rapinyaire que fa uns 70 – 90 cm de llargària, amb la femella major que el mascle.
- A la zona occipital hi ha un plomall erèctil. Ulls grocs i cera del bec també groga.
- Plomatge bru per sobre i rogenc llistat de fosc al pit.
- Les rèmiges secundàries són molt llargues, el que li dona a l'ala un aspecte arrodonit.
- Cua llarga i clara, amb una banda subterminal fosca.
- Potes emplomallades fins al començament dels dits. Urpes fortes i de color groc.
- Els joves són de color crema uniforme per sota i tacat de fosc per sobre.[6]

## Hàbitat i distribució
Habita boscos humits de muntanya, principalment entre 1600- 2800 m (Hilty et Brown 1986), des de Veneçuela, a través dels Andes de Colòmbia, l'Equador, el Perú i Bolívia, fins al nord de l'Argentina.

## Reproducció
Ambdós pares construeixen el niu sobre un arbre, al qual pon la femella un únic ou de color blanc amb petites motes marrons. La femella cova l'ou mentre el mascle aporta aliments per ella i el pollet.